# 史黛西·普爾
史黛西·普爾（英語：Stacey Poole，1990年10月22日—）是一名英國女色情模特兒。她曾幫《Zoo周刊》、《Nuts雜誌》及OnlyTease網站拍過寫真照。2012年8月，普爾的胸圍被Girl Management證實是32FF。而她的胸圍然而持續增長，並於2013年11月14日，她被測量為34G。2014年9月，她透露，其胸圍的尺寸現在已經達到了34GG（同34H）。

## 外部連結
- 官方网站
- 史黛西·普爾的X（前Twitter）
- 史黛西·普爾的Instagram帳戶
- Stacey Poole - Boobpedia.com（页面存档备份，存于）